# El Fotógrafo
El Fotógrafo es una representación de tres partes que combina distintos medios, acompañada de música (a veces denominada ópera de cámara) compuesta por Philip Glass. El libreto se basa en la vida y el juicio por homicidio del fotógrafo inglés del siglo XIX, Eadweard Muybridge. Encargada por el Festival de Holanda, la ópera se estrenó por primera vez en 1982 en el Palacio Real de Ámsterdam.

## Sujeto

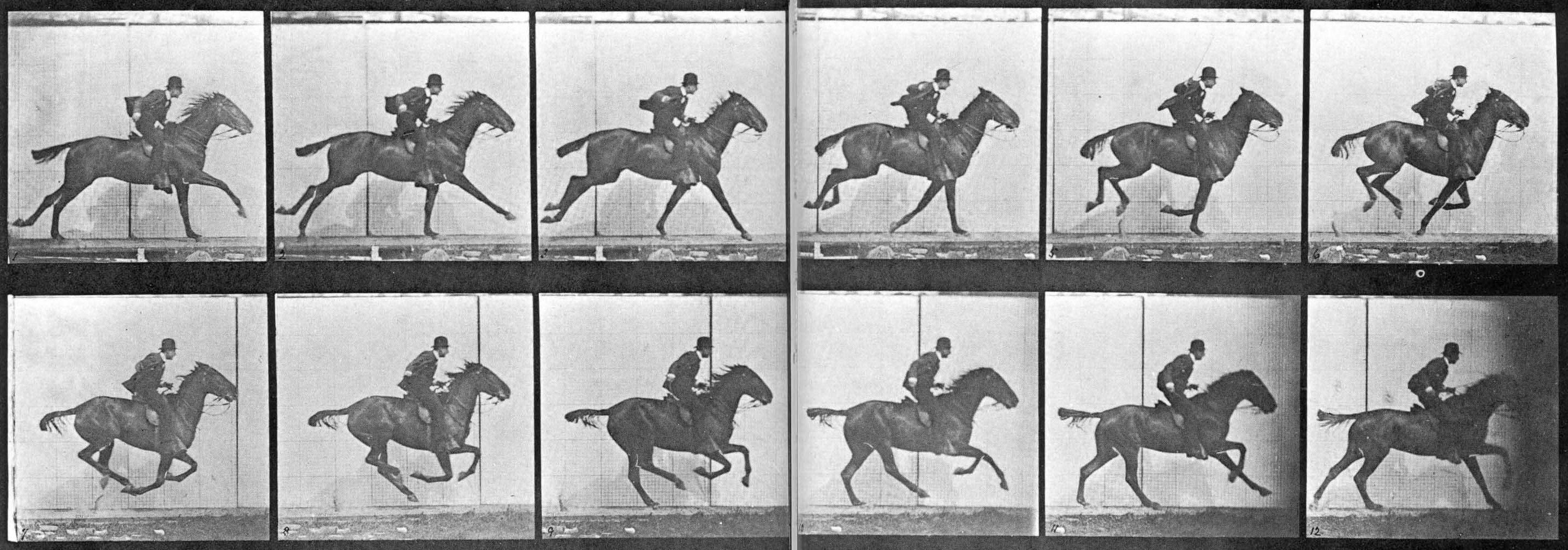
Muybridge's photos of a horse galloping (ca. 1880s), later used in the album cover art for The Photographer

Eadweard Muybridge fue un fotógrafo nacido en Inglaterra que se trasladó al Oeste Americano y fue uno de los pioneros en la tecnología fotográfica. Fotografió paisajes conocidos de Yosemite que desafiaron los límites estéticos y tecnológicos del medio. Sus primeros estudios fotográficos sobre el movimiento, realizados en asociación con Leland Stanford, dieron lugar a las primeras imágenes fotográficas en movimiento.
En 1874, Muybridge asesinó al Mayor Harry Larkyns (llamado 'Coronel Harry Larkyns' en esta obra), a quien sospechaba de ser amante de su esposa, y fue absuelto por un jurado en contra de las instrucciones del juez, argumentando homicidio justificable. Su juicio es conocido porque su defensa argumentó que una lesión en la cabeza sufrida en un accidente de diligencia alteró su personalidad, lo que los neurocientíficos modernos creen que pudo ser causado por ciertos tipos de daño cerebral.
El texto incluido en la obra de Glass se basa en palabras extraídas de las transcripciones del juicio y las cartas reales de Muybridge a su esposa. El segundo acto presenta una presentación de diapositivas de las fotografías de Muybridge. Aunque se basa en eventos históricos en la vida de Muybridge, la obra también comenta sobre aspectos del trabajo de este, fusionando ambos temas.

## Sinopsis
La forma de esta obra consta de tres actos: una obra teatral con música incidental, un concierto acompañado de una presentación de diapositivas del trabajo de Muybridge y un baile con acompañamiento musical. En total, la pieza dura alrededor de 90 minutos.

### Acto 1
El Acto 1 es una obra teatral que incluye tres piezas musicales incidentales que se integran en la obra. La obra narra el asesinato de Major Harry Larkyns por parte de Muybridge y el juicio, con un tono irreverente.
La pieza incidental "El Honor de un Caballero" incluye palabras extraídas del verdadero expediente del juicio, comentarios y cartas de Muybridge. Se basa en el incidente en el cual Flora envió a Larkyns un retrato del hijo de Muybridge, Florado, insinuando que Larkyns podría ser el padre ('¿De quién es este bebé?'), y se apoya en los comentarios de los espectadores ('Todo ese cabello blanco y una larga barba blanca'), además de hacer referencia al accidente de carruaje de Muybridge y sus estudios posteriores sobre el movimiento ('Caballos en el aire'). Las frases 'Luz de luna artificial' y 'Cielo artificial' pueden referirse a técnicas utilizadas por Muybridge en su tecnología de paisajes (superposición de nubes en sus imágenes). Glass menciona que originalmente concibió el texto de "El Honor de un Caballero" basado en un poema de Muybridge llamado "Círculos", pero reconsideró y pidió a David Byrne que utilizara material del propio juicio, así como las cartas de Muybridge.

### Acto 2
El Acto 2 es un solo de violín, o "concierto", que presenta ya sea una figura que representa a Muybridge en el cuarto oscuro en el fondo o una presentación de imágenes de Muybridge. Los críticos han comparado los sonidos oscilantes del violín solo con una especie de baile rústico o un sonido "americano primitivo", aunque Glass afirma que esta analogía no necesariamente fue intencional.

### Acto 3
En el acto 3, los personajes del acto 1 regresan para un baile (incluyendo a Muybridge, Flora, Larkyns y espectadores victorianos). En algunas producciones, el baile incluye fotografías "reveladas" en la segunda mitad.

## Composición y estrenos
La vista previa de esta obra se estrenó en mayo de 1982 en el Palacio Real de Ámsterdam para la Reina Beatrix y el Príncipe Claus de los Países Bajos, por encargo del Festival de Holanda. Su primera presentación pública fue en junio de 1982 como parte del Festival de Holanda, para el cual se encargó la obra. La idea original y desarrollo de la obra fue sugerida por el director/diseñador holandés Rob Malash. Más tarde, Glass reescribió la pieza y la renombró como "El Fotógrafo: Lejos de la Verdad". Aunque basada en la premisa original de Malash, esta nueva versión de la obra fue reescrita por Rob Coe. Glass también interpretó esta obra como una selección de canciones incidentales del acto 1 y la parte instrumental en el acto 3.
El estilo musical distintivo y minimalista de Glass complementa el tema de la ópera, ya que las ideas de sonidos repetitivos y pequeños cambios parecen reflejar las técnicas de Muybridge en sus famosos estudios de movimiento. A pesar de los logros de Muybridge y esta relación con el trabajo del compositor, la obra no trata necesariamente el tema del juicio de Muybridge con reverencia, y el baile parece utilizar el tema como una oportunidad para comentar sobre las costumbres contradictorias de la época de Muybridge. Glass ha afirmado que pretendía reflejar la idea de un "melodrama victoriano" en su música.
Esta pieza parece mostrar la transición de Glass desde obras con conjuntos como Einstein on the Beach hacia una instrumentación más tradicional en sus trabajos posteriores. Glass ha afirmado que utilizar la palabra "minimalista" para aplicarla a esta obra es "engañoso" y no reflejaría lo que el oyente esperaría escuchar.

## Grabación
La grabación fue concebida con la idea de que la mayoría de los oyentes no habrían experimentado la obra teatral. Varias piezas fueron acortadas o excluidas por completo del álbum, y se cambió el orden de la música. Solo dos de las tres piezas incidentales originales del acto 1 están incluidas.
El álbum fue lanzado el 26 de junio de 1984 por CBS Records / Epic y tiene una duración de solo 42 minutos (en comparación con la obra original de 90 minutos).

## Roles
- Eadweard Muybridge
- Flora Shallcross Stone Muybridge
- Coronel Harry Larkyns (basado en Major Harry Larkyns)
- Observadores en vestidos victorianos

## Instrumentación
- Instrumentos de viento madera: flauta, saxofón soprano, saxofón alto, saxofón barítono
- Instrumentos de viento metal: 2 trompas francesas, 2 trompetas, 2 trombones
- Percusión: Piano, sintetizador de bajo, órgano electrónico
- Vocales: Coro
- Cuerdas: violín solista, cuerdas